# Lista (metropolitana di Madrid)
Lista è una stazione della linea 4 della metropolitana di Madrid.
Si trova sotto alla Calle del Conde de Peñalver, nel distretto di Salamanca.
Fino al 1955 la calle de José Ortega y Gasset, situata nei pressi della stazione, si chiamava Calle de Alberto Lista e il nome di questa stazione deve il suo nome proprio al matematico e poeta spagnolo Alberto Lista.

## Storia
La stazione fu aperta al pubblico il 17 settembre 1932 come ramo della linea 2 che collegava le stazioni di Goya e Diego de León. Nel 1958 questo tratto venne incorporato alla linea 4.

## Accessi
Vestibolo Ortega y Gasset
- Conde de Peñalver: Calle del Conde de Peñalver 47 (angolo con Calle de José Ortega y Gasset)

Vestibolo Don Ramón de la Cruz aperto dalle 6:00 alle 21:40
- Conde de Peñalver: Calle del Conde de Peñalver 39 (angolo con Calle de Don Ramón de la Cruz)